# Erixum I
Erixum I o Ērišum va ser rei d'Assur (Assíria) entre els anys 1906 aC i 1867 aC, segons diu la Llista dels reis d'Assíria.
Era fill d'Iluixuma al que va succeir. Va construir un temple dedicat al déu Asshur, que més tard va caure arruïnat, i el va restaura Xamxi-Adad I. També va fer algunes restauracions a temples dedicats a altres deïtats i va seguir les polítiques comercials del seu pare, establint diversos karum a Capadòcia.
El va succeir el seu germà Ikunum.